# مارتن باهلمبلاد
مارتن باهلمبلاد (بالسويدية: Martin Pahlmblad) مواليد 9 مايو 1986 في لوند، سكونا، هو لاعب كرة سلة سويدي. بدأ مسيرته الاحترافية في سنة 2003. يبلغ طوله 6 قدم 4 بوصة (1.9 م). لعب مع نادي لوليو لكرة السلة وسودرتاليا كينغ في الدوري السويدي لكرة السلة.

## روابط خارجية
- مارتن باهلمبلاد على موقع الاتحاد الدولي لكرة السلة (الإنجليزية)
- مارتن باهلمبلاد على موقع كرة السلة الأوروبية.كوم (الإنجليزية)
- مارتن باهلمبلاد على موقع ريلجم (الإنجليزية)
- مارتن باهلمبلاد على موقع بروبوليرز (الإنجليزية)
- مارتن باهلمبلاد على موقع سبورتس رفرنس (الإنجليزية)